# Kenofit

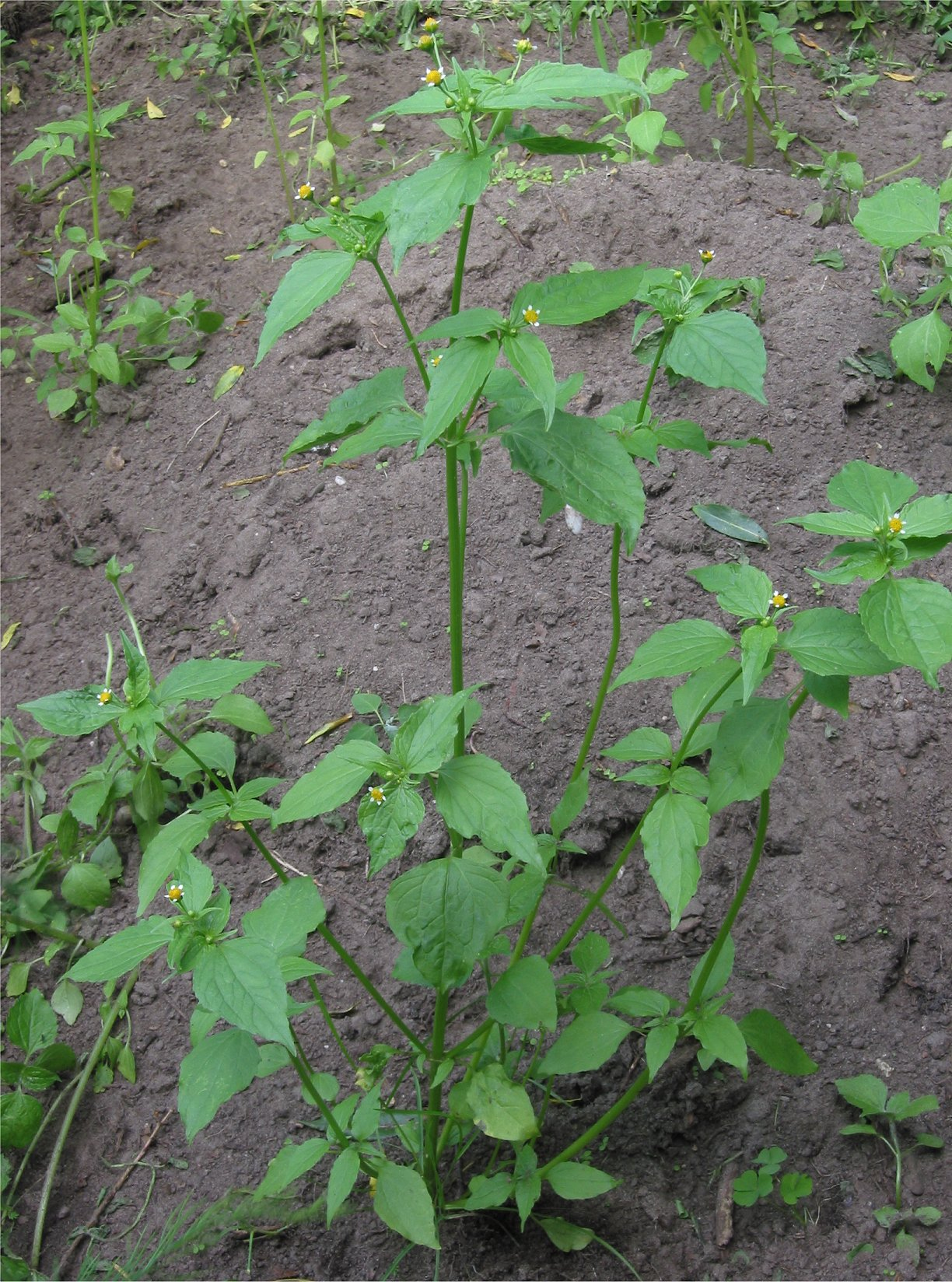
Żółtlica drobnokwiatowa – kenofit pochodzący z Ameryki Południowej (Andy), uciekinier z ogrodów botanicznych, zdziczały na siedliskach antropogenicznych

Kenofit lub neofit (gr. καινός nowy, νέος nowy, φυτόν roślina) – gatunek roślin obcego pochodzenia (antropofit), nienależący do flory rodzimej, który zadomowił się w ostatnich czasach. Za graniczną datę przyjmuje się wyprawę Krzysztofa Kolumba do Ameryki (1492), co zapoczątkowało migrację gatunków na niespotykaną dawniej skalę. Gatunki zadomowione wcześniej określane są nazwą archeofitów.

## Podział kenofitów
Ze względu na rodzaj siedlisk, w których rośliny te występują, prof. Jan Kornaś wyróżnił 3 grupy kenofitów:
- epekofity – zadomowione na siedliskach silnie przekształconych przez człowieka (siedliska ruderalne i segetalne),
- hemiagriofity – zadomowione na siedliskach półnaturalnych,
- holoagriofity – zadomowione na siedliskach naturalnych[2].

Pojęcia te używane są podczas geograficzno-historycznej analizy flory.

## Kenofity we florze Polski
Według badań B. Tokarskiej-Guzik we florze Polski w 2005 r. było 300 gatunków kenofitów. 
Wykaz kenofitów według L. Rutkowskiego:
- ambrozja bylicolistna (Ambrosia artemisifolia)
- ambrozja zachodnia (Ambrosia psilostachya = A. coronopifolia)
- aster drobnokwiatowy (Aster tradescantii)
- aster lancetowaty (Aster lanceolatus = A. simplex)
- aster nowoangielski (Aster novae-angliae)
- barszcz mantegazyjski (Heracleum mantegazzianum)
- barszcz Sosnowskiego (Heracleum sosnowskyi Manden.)
- bieluń dziędzierzawa (Datura stramonium)
- bodziszek pirenejski (Geranium pyrenaicum)
- bodziszek syberyjski (Geranium sibiricum ssp. sibiricum)
- bylica austriacka (Artemisia austriaca)
- bylica boże drzewko (Artemisia abrotanum)
- bylica estragon (Artemisia dracunculus)
- bylica roczna (Artemisia annua)
- cebulica syberyjska (Scilla sibirica = S. cernua)
- chaber drobnogłówkowy (Centaurea diffusa)
- chrzan pospolity (Armoracia rusticana = A. lapanthifolia)
- cymbalaria murowa lnica murowa (Cymbalaria muralis = Linaria cymbalaria)
- czeremcha amerykańska (Padus serotina)
- czosnek kulisty (Allium rotundum)
- czyściec roczny (Stachys annua)
- dwurząd murowy (Diplotaxis muralis)
- dwurząd wąskolistny (Diplotaxis tenuifolia)
- dziki bez hebd (Sambucus ebulus)
- dzwonek rapunkuł (Campanula rapunculus)
- głóg szypułkowy głóg szkarłatny (Crataegus pedicellata = C. coccinea)
- gorysz miarz (Peucedanum ostruthium)
- goździcznik skalnicowy (Petrorhagia saxifraga = Tunica saxifragia)
- goździcznik wycięty (Petrorhagia velutina = Tunica velutina)
- groszek kosmatostrąkowy (Lathyrus hirsutus)
- iwa rzepieniolistna (Iva xanthifolia)
- kanianka amerykańska (Cuscuta gronovii)
- kapusta chrzanolistna (Brassica elongata)
- kielisznik nadobny (Calystegia silvestris = Convolvulus dahurica)
- kiślina nocnicowata, ostrobarw rzepieniolistny (Oxybaphus nyctagineus)
- klon jesionolistny (Acer negundo)
- kokorycz żółta (Corydalis lutea)
- kolcolist zachodni (Ulex europaeus)
- kolcowój szkarłatny (Lycium barbarum = L. halimifolium)
- kolczurka klapowana (Echinocystis lobata)
- kollomia wielkokwiatowa (Collomia grandiflora)
- komosa ciernista (Chenopodium aristatum)
- komosa śmierdząca (Chenopodium schraderanum)
- koniczyna odstająca (Trifolium patens)
- konopie dzikie (Cannabis ruderalis = C. sativa ssp. spontanea)
- kosaciec ogrodowy, kosaciec niemiecki (Iris germanica)
- kroplik piżmowy (Mimulus moschatus)
- kroplik żółty (Mimulus guttatus)
- krowiziół zbożowy (Vaccaria hispanica = V. pyramidata)
- krwawnik kowniatkolistny (Achillea crithmifolia)
- krwiściąg mniejszy (Sanguisorba minor)
- len austriacki (Linum austriacum)
- len trwały (Linum perenne)
- lepnica dwudzielna (Silene dichotoma)
- lepnica smukła (Silene conica)
- lepnik zwyczajny (Lappula squarosa)
- lilia bulwkowa (Lillium bulbiferum)
- liliowiec rdzawy (Hemerocallis fulva)
- lnica kreskowana (Linaria repens = L. striata)
- lucerna sierpowata (Medicago falcata)
- łoboda połyskująca, łoboda błyszcząca (Atriplex nitens) – na północy Polski
- łoboda szara (Atriplex tatarica)
- łubin trwały (Lupinus polyphyllus)
- malina pachnąca (Rubus odoratus)
- marchewnik wonny (Myrrhis odorata)
- marzymięta orzęsiona (Elshotzia ciliata = E. patrini)
- miechunka rozdęta (Physalis alkekengi)
- mięta zielona (Mentha spicata)
- miłka drobna (Eragrostis minor)
- miłka owłosiona (Eragrostis pilosa)
- moczarka kanadyjska (Elodea canadensis)
- naparstnica purpurowa (Digitalis purpurea)
- nawłoć kanadyjska (Solidago canadensis)
- nawłoć późna, nawłoć olbrzymia (Solidago gigantea = S. serotina)
- nawłoć wąskolistna (Solidago graminifolia)
- niecierpek himalajski , niecierpek gruczołowaty(Impatiens gradulifera)
- nostrzyk wołżański (Melilotus wolgica)
- oman śląski (Inula radiata)
- oman wielki (Inula helenium)
- oman zwodniczy (Inula connata)
- parietaria pensylwańska (Parietaria pensylvanica)
- pieprzyca gęstokwiatowa (Lepidium densiflorum)
- pieprzyca wirginijska (Lepidium virginicum)
- pieprzycznik przydrożny (Cardaria draba = Lepidium draba)
- pięciornik pośredni (Potentilla intermedia)
- połonicznik kosmaty, połonicznik gładki (Herniaria hirsuta)
- porzeczka agrest (Ribes uva-crispa = R. grossularia)
- powojnik pnący (Clematis vitalba)
- poziewnik wąskolistny (Galeopsis angustifolia)
- przegorzan kulisty (Echinops sphaerocephalus)
- przegorzan węgierski (Echinops exaltatus = E. commutatus)
- przestęp biały (Bryonia alba)
- przestęp dwupienny (Bryonia cretica ssp. dioica)
- przetacznik nitkowaty (Veronica filiformis)
- przetacznik perski (Veronica persica)
- przymiotno białe (Erigeron annuus)
- przymiotno kanadyjskie (Erigeron canadensis)
- psianka kosmata (Solanum luteum)
- psianka skrzydlata (Solanum alatum)
- pszeniec brodaty (Melampyrum barbatum)
- pszonak sztywny (Erysimum marschallianum)
- rdestowiec ostrokończysty (Reynoutria cuspidatum)
- rdestowiec sachaliński (Reynoutria sachalinensis)
- rezeda żółta (Reseda lutea) – na północy
- rezeda żółtawa (Reseda luteola)
- robinia akacjowa, grochodrzew (Robinia pseudoacacia)
- rojniczek pospolity (Jovibarba sobolifera = Sempervivum soboliferum)
- roszponka ostrogrzbiecista (Valerianella carinata)
- rozchodnik biały (Sedum album)
- rozchodnik kaukaski (Sedum spurium)
- róża czerwonawa (Rosa glauca = R. rubrifolia)
- róża gęstokolczasta (Rosa pimpinellifolia = R. spinosissima)
- róża girlandowa (Rosa majalis = R. cinnamomea)
- róża igiełkowata (Rosa acicularis)
- róża jabłkowa (Rosa villosa = R. pomifera)
- róża pomarszczona (Rosa rugosa)
- róża rosyjska (Rosa gorinkensis)
- rudbekia naga (Rudbeckia laciniata)
- rudbekia owłosiona (Rudbeckia hirta)
- rukiewnik wschodni (Bunias orientalis)
- rukwiślad francuski (Erucastrum gallicum)
- rumianek bezpromieniowy (Chamomilla suaveolens = Matricaria discoidea = M. matricarioides)
- rutwica lekarska (Galega officinalis)
- rzepień kolczasty, rzepień ciernisty (Xanthium spinosum)
- rzepień pospolity (Xanthium strumarium)
- sałata tatarska (Lactuca tatarica)
- serdecznik pospolity (Leonurus cardiaca)
- sit chudy (Juncus tenuis = J. macer)
- słonecznik bulwiasty, topinambur (Helianthus tuberosus)
- smagliczka drobna (Alyssum turkestanicum = A. desertorum)
- smotrawa okazała (Telekia speciosa)
- solanka ruska (Salsola kali)
- sparceta siewna (Onobrychis vicifolia)
- starzec wiosenny (Senecio vernalis)
- stokłosa japońska (Bromus japonicus = B. patulus)
- stokłosa łódkowata (Bromus carinatus)
- stulisz Loesela (Sisymbrium loeselii)
- stulisz pannoński (Sisymbrium altissimum)
- stulisz sztywny (Sisymbrium strictissimum) – kenofit lokalny
- suchotraw roczny (Sclerochloa dura)
- szafirek drobnokwiatowy (Muscari botryoides)
- szarłat biały (Amaranthus albus)
- szarłat komosowaty (Amaranthus blitoides)
- szarłat szorstki (Amaranthus retroflexus)
- szarłat tępolistny, szarłat siny (Amaranthus ascendens = A. blitum),
- szarłat zielony (Amaranthus chlorostachys)
- szczaw omszony (Rumex confertus)
- szczaw żółty (Rumex patientia)
- szczawik Dillena (Oxalis dillenii = O. stricta)
- szczawik rożkowaty (Oxalis corniculata)
- szczawik żółty (Oxalis europaea = O. stricta = O. fontana)
- szczypiorek (Allium schoenoprasum)
- szczyr roczny (Mercurialis annua)
- śledzionka skalna (Ceterach officinarum)
- śliwa lubaszka (Prunus institia = P. domestica)
- śniedek baldaszkowy (Ornithogalum umbellatum)
- śniedek zwisły (Ornithogalum nutans)
- świdośliwa kłosowa (Amelanchier spicata)
- tarczyca wyniosła (Scutellaria altissima)
- tatarak zwyczajny (Acorus calamus)
- tawuła bawolina (Spiraea salicifolia)
- tojeść kropkowana (Lysimachia punctata)
- tomka oścista (Anthoxanthum aristatum = A. puelii)
- trędownik wiosenny (Scrophularia vernalis)
- trojeść amerykańska (Asclepias syriaca)
- tulipan dziki (Tulipa sylvestris)
- uczep amerykański (Bidens frondosa = B. melanocarpa)
- urzet barwierski (Isatis tinctoria)
- wiciokrzew przewiercień (Lonicera caprifolium)
- wieczornik damski (Hesperis matronalis)
- wierzba ostrolistna (Salix acutifolia)
- wierzbownica gruczołowata (Epilobium adenocaulon = E. ciliatum)
- wiesiołek czerwonokielichowy (Oenothera glazioviana = Oe. lamarkiana = Oe. erythrosepala)
- wiesiołek drobnokwiatowy (Oenothera parvifloras)
- wiesiołek dziwny (Oenothera paradoxa = Oe. salicifolia x subterminalis)
- wiesiołek mylący (Oenothera fallax = Oe. biennis x glazioviana)
- wiesiołek nyski (Oenothera victorini = Oe. nissensis)
- wiesiołek ostrolistny (Oenothera acutifolia)
- wiesiołek pachnący (Oenothera sauveolens)
- wiesiołek piaskowy (Oenothera oakesiana)
- wiesiołek późnokwitnący (Oenothera pynocarpa = Oe. chicagiensis)
- wiesiołek Rennera (Oenothera canovirens = Oe. renneri)
- wiesiołek Royfrasera (Oenothera royfraseri = Oe. turoviensis)
- wiesiołek śląski (Oenothera subterminalis = Oe.silesiaca)
- wiesiołek środkowoniemiecki (Oenothera jueterbogensis)
- wiesiołek Tacika (Oenothera tacikii = Oe. rubricaulis x sauveolens)
- wiesiołek wierzbolistny (Oenothera salicifolia = Oe. depressa = Oe. hungarica = Oe. strigosa = Oe. bauri)
- wiesiołek wydmowy (Oenothera ammophila)
- winobluszcz zaroślowy (Parthenocissus inserta)
- wronóg grzebieniasty (Coronopus squamatus = C. procumbens = C. ruelii)
- wrotycz maruna, złocień zwyczajny (Tanacetum parthenium = Chrysanthemum parthenium)
- wrzosowiec hyzopolistny (Corispermum hyssopifolium)
- wyka brudnożółta (Vicia grandiflora)
- wyka pstra (Vicia dasycarpa)
- wyka siewna (Vicia sativa)
- zaraza gałęzista (Orobanche ramosa)
- ziemniaczka sercowata (Thladiantha dubia)
- żarnowiec miotlasty (Cytisus scoparius = Sarothamnus scoparius)
- żółtlica drobnokwiatowa (Galinsoga parviflora)
- żółtlica włochata, żółtlica owłosiona (Galinsoga ciliata)
- życica wielokwiatowa (Lolium multiflorum)

Wykaz obejmuje większość gatunków roślin naczyniowych, jednak nie jest to pełna lista, gdyż nie zostały ujęte taksony występujące wyłącznie w górach. Pominięto też drobniejsze taksony (podgatunki i odmiany) oraz gatunki, co do pochodzenia których istnieją wątpliwości.